# 空集
空集合（英語：empty set）是不含任何元素的集合，數學符號為{\displaystyle \emptyset }、∅或{ }。

## 符号

空集符號源自北歐拉丁字母，不是希臘字母。

空集的标准符号由尼古拉·布尔巴基小組创造，寫作∅（{\displaystyle \varnothing }），首先見於他們在1939年出版的《數學原本卷一：集合論》（Éléments de mathématique. Livre 1. Théorie des ensembles. Fascicule de résultats）。這符號也可写作{\displaystyle \emptyset }，有时候採用近似字符“Ø”，也可以使用大括號{\displaystyle \{\;\}}表示。
这符号源自北欧语言的拉丁字母「Ø」，但常被誤會為希腊字母“”。（有兩個寫法：小寫的{\displaystyle \varphi }和縮小了的大寫{\displaystyle \phi \,}，後者常被誤用為空集符號。{\displaystyle \phi \,}的中間为一長豎，中間的圈也較小，與{\displaystyle \varnothing }的斜線和大圓不同。）。
提出用北歐字母為符號的，是布爾巴基小組成員安德烈·韦伊。他在自傳寫道：
|  | 採用{\displaystyle \varnothing }符號表示空集，是我個人的責任，……{\displaystyle \varnothing }屬於挪威語的字母，在布爾巴基中只有我懂得。 |

空集符號∅的Unicode編碼為U+2205，TeX代碼是\emptyset或\varnothing（後者是AMS符號，很多人較喜歡後者的字形）。

## 性质
（这里采用数学符号）。
- 对任意集合{\displaystyle A}，空集是{\displaystyle A}的子集；
{\displaystyle \forall A:\varnothing \subseteq A}
- 对任意集合{\displaystyle A}，空集和{\displaystyle A}的并集为{\displaystyle A}：
{\displaystyle \forall A:A\cup \varnothing =A}
- 对任意集合{\displaystyle A}，空集和{\displaystyle A}的交集为空集：
{\displaystyle \forall A:A\cap \varnothing =\varnothing }
- 对任意集合{\displaystyle A}，空集和{\displaystyle A}的笛卡尔积为空集：
{\displaystyle \forall A:A\times \varnothing =\varnothing }
- 空集的唯一子集是空集本身：
{\displaystyle \forall A:A\subseteq \varnothing \Rightarrow A=\varnothing }
- 空集的冪集是僅包含空集的集合：
{\displaystyle 2^{\varnothing }=\left\{\varnothing \right\}}
- 空集的元素个数（即它的势）为零；特別是，空集是有限的：
{\displaystyle \mathrm {card} \left(\varnothing \right)=0}

集合论中，两个集合相等，若它们有相同的元素；那么仅可能有一个集合是没有元素的，即空集是唯一的。
考慮空集為实数线（或任意拓扑空间）的子集，空集既是开集、又是闭集。空集的边界点集合是空集，是它的子集，因此空集是闭集。空集的内点集合也是空集，是它的子集，因此空集是开集。另外，空集是紧致集合，因为凡有限集合都是紧致的。
空集的闭包是空集。

## 空集和0
根据定义，空集有0个元素，或者称其势为0。然而，这两者的关系可能更进一步：在标准的自然数的集合论定义中，0被定义为空集。

## 常见问题
空集不是「无」；它是「内部」没有元素的集合，但這個集合是「存在」的，即「有」這個集合。这通常是初学者的一个难点。可以将集合想象成一个装有其元素的袋子──袋子可能是空的，但袋子本身确实是存在的。
有些人会想不通上述第一条性质，即空集是任意集合{\displaystyle A}的子集。按照子集的定义，这条性质是说{\displaystyle \left\{\right\}}的每个元素x都属于{\displaystyle A}。若这条性质不为真，那{}中至少有一个元素不在{\displaystyle A}中。由于{\displaystyle \left\{\right\}}中没有元素，也就没有{\displaystyle \left\{\right\}}的元素不属于{\displaystyle A}了，得到{\displaystyle \left\{\right\}}的每个元素都属于{\displaystyle A}，即{\displaystyle \left\{\right\}}是{\displaystyle A}的子集。

## 空集的运算
空集（作为集合）上的运算也可能使人迷惑。（这是一种「空运算」。）
例如：空集元素的和为0（「空和」），而它们的积为1（见空积）。这可能看上去非常奇怪，空集中没有元素，他们是怎么相加和相乘的呢？
最终，这些运算的结果更多被看成是运算的问题，而不是空集的。比如，可以注意到0是加法的单位元，而1是乘法的单位元。

## 公理化集合论
在诸如策梅洛-弗兰克尔集合论的公理化集合论中，空集的存在性是由空集公理确定的。空集的唯一性由外延公理得出。
使用分類公理，任何陈述集合存在性的公理将隐含空集公理。例如：若{\displaystyle A}是集合，则分离公理允许构造集合{\displaystyle B=\left\{x\in A|x\neq x\right\}}，它就可以被定义为空集。

## 范畴论
若A为集合，则恰好存在一個从{\displaystyle \left\{\right\}}到{\displaystyle A}的函数{\displaystyle f}，即空函数。故此，空集是集合和函数的范畴的唯一初始对象。
空集只能通过一种方式转变为拓扑空间，即通过定义空集为开集；这个空拓扑空间是有连续映射的拓扑空间的范畴的唯一初始对象。

## 哲學層面
尽管空集在数学中是一个标准，并被广泛接受，仍然有人对它表示怀疑。
认为，这一概念「无疑是数学历史上的里程碑，......；不需要假设其在计算时的有效性要基于其确实表达了某些对象」，但在另一方面，「我们所知的空集只是它 (1)是个集合，(2)没有元素，(3)在没有元素的集合中唯一。然而，有很多东西『没有元素』，在集合论角度而言，叫做非集合。为什么它们没有元素是显而易见的，因为它们不是集合。不清楚的是，为什么在集合中，没有元素的集合是唯一的。仅仅通过约束是不可能将这么一个实体变出来的。」
在，1984（在书中再次发表）中，小认为許多集合論中的結論，也可以透過對个体进行复数量化來得到，所以無需把集合具体化為包含其他实体作为元素的实体。